# 감자 심포니
"감자 심포니"는 2009년에 개봉한 대한민국의 영화이다.

## 캐스팅
- 유오성 : 진한 역
- 이규회 : 백이 역
- 전용택 : 절벽 역
- 이서연 : 진이 역
- 김병춘 : 이노끼 역
- 김성오 : 짱구 역
- 노응수 : 종필 역
- 윤미영 : 이노끼 부인 역
- 이승연 : 김간호사 역
- 최문수 : 미스 리 역
- 서왕석
- 김미희
- 이석호
- 장예원
- 손병호 : 불사조 역 (우정출연)